# Mario Sánchez Yantén
Mario Fernando Sánchez Yantén, né le 22 juillet 1956, est un ancien arbitre chilien de football, qui fut arbitre international de 1994 à 2001.

## Carrière
Il a officié dans des compétitions majeures : 
- Coupe du monde de football des moins de 17 ans 1997 (3 matchs)
- Coupe du monde de football de 1998 (2 matchs)
- Coupe intercontinentale 1998
- Copa Libertadores 1999 (finale aller)
- Copa América 1999 (2 matchs)
- JO 2000 (2 matchs)
- Gold Cup 2000 (2 matchs)
- Copa América 2001 (2 matchs)